# Уотъргейт
Аферата „Уотъргейт“  (на английски: The Watergate Affair) е политически скандал свързан с незаконни действия извършени от президента на САЩ и на на Комитета на Републиканската партия по време на президентската предизборна кампания през 1972 г. В хода на дългогодишно разследване става обществено достояние фактът, че представители на щаба на републиканския кандидат, преизидента Ричард Никсън, опитват да монтират подслушвателно устройство в щабквартирата на Демократическата партия в хотел „Уотъргейт“ във Вашингтон. Разследванията, проведени от журналисти, както и продължителното разследване от Сената на САЩ разкриват мащабни незаконни практики в самата президентска администрация. Във връзка с тази афера, на 27 юли 1974 г. Конгресът на САЩ открива процедура по импийчмънт на президента. Ричард Никсън не успява да докаже убедително своята невиност в аферата и подава оставка като президент на 9 август 1974 г., което е прецедент в американската политическа история. След аферата наставката гейт навлиза в популярната култура, като се прилага към наименованието на държавни афера или големи скандали.

## Предпоставки

### В страната
1972 г. е година на президентски избори в САЩ. В лагера на Републиканската партия президентът Ричард Никсън се кандидатира за втори мандат. Вицепрезидент на Дуайт Айзенхауър за периода 1953-1962 г., Никсън се кандидатира за преиздент за първи път през 1960 г., когатое победен от Джон Кенеди, но печели изборите през 1968 г. В първия президентски мандат на Никсън външната му политика е повлияна от неговия съвтник по национална сигурност Хенри Кисинджър приложена успешно в разведряване отношенията със СССР, подготовка за оттдегляне от Виетнам (осъществен в Парижкото споразумения от 1973 г.), възстановяване на дипломатичните отношения с Китай след президентското посещение в Пекин през февруари 1972 г.; в икономическо отношение, инфлацията спада с 7,2 %, БВП на САЩ се покачва средно с 6,3 % всяка година, а федералните данаци за американското семейство спадат с 20 %. Въпреки това, Никсън е рязък в отношенията с привидна комунистическата заплаха. Човешките жертви дължащи се на политиката на САЩ в Югоизточна Азия както продължителните бобмардировки между април и октомври 1972 г. предизвиква безпрецедентно вълнение межу американсдката младеж, изразено чрез демонстрации, понякога посрещнати с полицейско насилие (както разстрела на четирима студенти в университетз в Кент (Охайо) извършено от щатската гвардия на 4 май 1970 г.).
По отношение на вътрешната си политика, правителството прилага строго и репресивно правосъдие, особено спрямо политически леви протестни движения (т.нар. Уедърмен) или африоамерикански протестни движения (Черните пантери). Политическата платформа на предходния кандидат на републиканската партия Бари Голдуотър (изгубил изборите срещу Линдън Джонсън през 1964 г.) пренасочва партията към по-консервативни цености, които в последствие се вкореняват дълбоко в изборните стратегии на партията. В същото време защитите на граждански права подписано от президента Джонсън (Закон за гражданските права от 1964 г. и Закон за избиртателните права от 1965 г.) отблъсква традиционния електорат на Демократическата партия в расово сегегирания Дълбок Юг в полза на републиканците.
В същото време, лагерът на демократите а разделен от вътрешни несъгласия. Президентсвото на демократа Линдън Джонсън (1963-1969) е белязано от войната във Виетнам, расови конфликти в черните гета, икономическият проект Велико общество, който развива социалната държава (образование, социално подпомагане, борба с бедността) за сметка на по-високи разходи. Когато през 1969 г. Джонсън оттегля кандидатурата си поради ниската си популярност, в демокртическата партия се образуват четири фракции, които се сблъскват на предварителните избори на партията.
В изборите от 1972 г. Демократическата партия отново е разцепена между множество кандидати: сен. Едуард Мъски от Мейн, сен. Джордж Макгъвърн от Южна Дакота, сен. Едуард (Тед) Кенеди от Масачузетс, брат на убитите Джон и Робърт Кенеди и  губ. Джордж Уолъс от Алабама. Тед Кенеди се отегля от надпреварата след личен скандал, Мъски отпада след ниски резултати на предварителни гласувания, а Хъмфри е прострелян тежко по време на посещение в Мериленд през май, с което в края 1972 г. официален кандидат на Демократическата партия става Джордж Макгъвърн .
Макгъвърн се ползва с подкрепата на студентските движения, както и медийното внимание върху обществените конфликти и известно обществено недоволство срещу президентство на Никсън; някои от основните акценти в предизборната платформа на Макгъвърн са незабавно отегляне на американските войски от Виетнам и в духа на други икономически проекти на Демократичедката партия драстично увеличение на федералните разходи за социални нужди.

### В президентската институция
С края на Втората световна война и до голяма степен поради силното влияние на личността на Франклин Делано Рузвелт, голяма част от изпълнителната власт на фердерално ниво се съсредоточава в личността и фигурата на президента. Ричард Никсън, поради особености на своя темперамент, имено своята недоверчивост, своята лична антипатия към всички политически, идеологически и лични опоненти и възраженията му срещу медийната критика, която новите свободни медии, (в това число трите нови частни телевизии ABC, CBS и NBC) отправят към неговото управление, използва съсредоточението на изпълнителната власт в своя полза. Никсън изглежда вярва, че страната е под опасност от външно влияние на тайни комунистически агенти, главно през интелектуалците от източното крайбрежие и организиращите се общности на цветнокожите в големите градове. Подбуден от своите лични предубеждения и страхове, от 1970 г. Никсън започва да записва всички разговори в кабинета си в Белия дом.
Освен своето недовeрие към политически опоненти от Демократическата партия, Никсън работи по посока укриване на незаконни държавни действия. През 1967 г. Робърт Макнамара военен министър от правителството на Кенеди поръчва създаването на История на американските решения за напредване във Виетнам отпечатани частично в Ню Йорк Таймс на 13 юни 1971 г. под заглавието Разкритията на Пентагона , обстоен анализ в четиридесет и седем тома на решенията на американското правителство за Югоизточна Азия, което разкрива престъпност, некомпетентност и измама в държавния апарат от президентстовото на Хари Труман насам; Никсън опитва да забрани публикуването на разследването под претекст, че подобни разкрития биха поставили под опасност тайни служители и биха представлявали заплаха за националната сигурност. След като Върховният съд решава, че Разкритията на Пентагона са въпрос на свобода на словото, Никсън подвежда под обвинения за шпионаж и държавна измяна Антъни Русо и Даниъл Елсбърг, експерти, работили по разкритията, както и периодичното издание Ню Йорк Таймс, издател на публикацията. Всички обвинения са отхвърлени в последствие от федерален съдия през 1971 г.
В разгара а спора около Разкритията на Пентагона съветника на президента Том Хюстън (който през 1972 г. създава списък с "врагове" на президента съдържащ стотици имена на политици, журналисти, военни и частни граждани, за който ще бъде споменато в разследванията) предлага да бъдат използвани официални канали, имено Федералното бюро и Ценралната агенция, за събиране на информация срещу критици и "врагове" на президента; групи от агенти биха организирали влизания с влом и събиране на информация за политически опонени и критици. Планът на Хюстън е отхвърлен от директора на ФБР Едгар Хувър като престъпен и компроментиращ за президентството и тайните агенции. На 2 май 1972 г. Едгар Хувър умира в дома си от сърдечна недостатъчност, с което оставя за следващите няколко години ФБР без официален ръководител.
По искане на президнета Никсън е създадено звено към Белия дом, с кодово име "Водопроводчиците", чиято задача е да запучват течове (т.е. изтичане на информация подобно на Разкритията от Пентагона., които биха могли да злепоставят президента.) Още през 1972 г. "водопроводчиците" са изпратени да претършуват офисите на личния терапевт на експерта от Разкритията на Пентагона Даниъл Елсбърг за да открият компромати, които да бъдат използвани срещу него.
По време на предизборната си кампания, Никсън съставя Комисия за преизбирането на президента (на английски: Committee for the Re-Election of the President) често съкращавана на CRP (Си Ар Пи) или CREEP (КРИЙП). Като председател на комисията е поставен Джон Мичал, бивш министър на правосъдието. Макар официалната функция на комисията е предизборна агитация и събиране на дарения за преизибирането на Никсън, неформални КРИЙП работи по посока саботиране на политическите опоненти на президента. 

## Взлом в Уотъргейт, арест и първо дело
По време на изборите от 1972 г., предизборният щаб на опозициянната Демократическа партия се намира на шестия етаж на хотел Уотъргейт, нов комплекс от апартаменти и офиси във Вашингтон на брега на р. Потомак, недалеч от сградата на Белия дом. Водопроводчиците влизат няколко пъти в щаба на Демократическата партия - на 27 май същата година заснемат документи и слагат подслушвателни устройства на телефоните. В нощта на 16 срещу 17 юни 1972 г. екип от водопроводчици влизат отново в Уотъргейт. Двама от тях са Д. Гордън Лиди бивш агент на ФБР и член на КРИЙП и Е. Хауърд Хънт агент от ЦРУ отговорен за операцията в Залива на прасетата; те отсядат в стая № 214, от където ръководят операцията. Петима души влизат в офисите на Националния комитет на Демократическата партия, а шести човек, Алфред К. Болдуин ΙΙΙ, служител на ЦРУ наблюдава от стая в хотел "Хауърд Джонсън" на отсрещния бряг на р. Потомак. Трима (Гонзалез, Мартинес и Баркър) за кубинци по рождение, дисиденти и бежънци от режима на Кастро, като Баркър и Мартинес са ветерани от неуспешната мисия в Залива на прасетата. Стърджис е американски военен свързан с Кубинската революция от 1958 г.; Джеймс Маккорд е запасен полковник от Военновъздушните сили на САЩ, бивш служител на ФБР и ЦРУ и началник по сигурността на КРИЙП.
Участниците комуникират помежду си с употребата на уоки-токи радиостанции. Маккорд е екперт по подслушване и работи по инсталиране на нови устройства в телефоните; Баркър носи фотокамери, с които да заснеме важни документи; Гонзалез отваря ключалките по пътя; Мартинес и Стърджис служат като пазачи. Маккорд оставя хартиено тиксо по езиците на ключалките, които водят към стълбището, за да не се заключят. Франк Уилс, охранител в комплекса Уортргейт забелязва залепеното тиксо и вика полиция. Полицаите пристигат в неозначени автомобили и цивилно облекло, заради което съгледвачът Болдуин не успява да предупреди разбивачите — той съобщава на Лиди чак когато забелязва полицаите да заобикалят офисите на предизборния щаб през терасата. У разбивачите са намериени освен апарати за записване, оборудване за подслушване и няколко хиляди долара в банкноти от $100 с последователни серийни номера, както и ключове към стаята, където са отседнали Хънт и Лиди.
Е. Хауърд Хънт и Д. Гордън Лиди успяват да избягат, но в документите и адресните книги оставени от тях в стаята им са намерени инициалите на Хънт и телефонни номера от Белия дом на Чарлз Колтън, специален съветник на президента Никсън. Въпреки опита на обирджиите да скрият самоличностите си зад измизслени имена, когато пръстовите им отпечатаци са снерти, полицията открива личността на Маккорд и връзката му с Белия дом.
Хънт наема адвокат, който прави неуспешен опит да извади обирджиите под гаранция - определена от съда като $30 000 на човек; в това време Лиди се връща в служебния си кабинет в Белия дом и унищожава документи, които биха свързали случая в Уотъргейт с Белия дом и КРИЙП. Извършителите са изправени пред федерален съд под председателството на съдия Джон Сирика; Сирика, известен със своите тежки присъжи, заплашва всички с доживотни присъди, ако не дадат показания срещу ръководителите на обира; Джеймс Макорд се съглсява да даде показания. От всички привикани пред съдия Сирика, единствено Д. Гордън Лиди отказва да даде показания, заради което е осъден на 12 години и глоба от $40 000.

## Медийно внимание
Първият мандат на президента Никсън е белязан от открита враждебност с печатните и телевизионните медии, които Никсън често отъждествява с източното крайбрежие и либерални демократическа пропаганда. От своя страна журналистическите медии, които често критикуват правителството на президента Никсън по време на първия му мандат, считат за свое задължение да служат за коректив на растящите правомощия на изпълнителната власт.
Големите ежедневници „Вашингтон пост“ и „Ню Йорк Таймс“ са едни от малкото вестници, които следят напредъка на разследването за взлом в сградата Уотъргейт. Бенджамин Брадли отговорен редактор на "Вашингтон Поуст" поставя двама млади журналисти на пълен работен ден за да следят аферата: Боб Удуърд, бивш офицер от Военоморските сили на САЩ и Карл Бърнстийн, който вече има дванадесет години журналистика в писмената преса. Първоначално информирани от полицията, Удуърд и Бърнстийн разкриват целта на обирджиите да извършат шпионска дейност в щаба на Демокатите и чрез телефонен разговор с Белия дом свързват обирджиите, Хънт, Никсън и ЦРУ. Три дни след взлома "Вашинттон Пост" публикува информация за тефтерчето с телефонни номера сочещи към Е. Хауърд Хънт и Белия дом.
Двамата репортери на "Вашингтон пост", подпомогнати от анонимен информатор, когото наричат „Дълбоко гърло“, публикуват множество разкрития, по-специално за връзките на обирджиите с председателството и нередното финансиране на кампанията на Ричард Никсън. Именно те разкриват публично, че обирджиите от Уотъргейт са заплантени за обира от фонд към КРИЙП, ръководен от хора в Белия дом.
След неуспешния опит на президента да спре изискването на тайни аудиозаписи на разговори в Белия дом, записите са предадени на съда и части от тях са публикувани дословно в "Ню Йорк Таймс"; редактирания текст поради редовната употреба на нецензурни думи и изрази в публикувания текст помага да бъде изградена отрицателна обществена оценка за образа и характера на Никсън и неговия екип.
В процеса на разследванията около аферата Уотъргейт, президетна Никсън използва правото си да се обърне към американския народ и прави четири публични обръщения в телевизионен ефир: пъровто, на 22 юни 1972 г., в което отрича всякаква връзка между Белия дом и обира на Уотъргейт и второ, в по-големи дейтайли, припознавайки вината на свои колеги на 30 април 1973 г. Никсън отново се обръща към народа на 29 април 1974 г., като отговор на искането на записите от Белия дом. Последното си обръщение Никсън прави на 8 август 1974 г. за да съобщи своята оставка.
Малко преди смъртта си бившият заместник-директор на ФБР специален агент Марк Фелт се самоидентифицира като информатора известен като "Дълбоко гърло". Това Фелт прави в свои собствени думи в статия за списанието Венити Феър на 31 май 2005 г. Следващият ден Боб Удуърд от "Вашингтон Поуст" потвърждава самоличността на своя информатор. 

### В българските медии
Що се отнася до аферата Уотъргейт, българските медии нямат за цел да разследват и разкрият, както правят репортерите от "Вашингтон Поуст", но предават вече установена информация. Това се върши през кореспонденти на Българската телеграфна агенция (или БТА), официалния държавен орган за международна медийна кореспонденция. В месеците на разследванията на аферата Уотъргейт, достъп до събитията имат кореспондентите на БТА от Ню Йорк. За първи път са публикувани в кратка рубрика на вестник Труд на 19 април 1973 г. В неподписана статия се съобщава за признанието на Никсън за участие на негови приближени и се твърди че президентът забрани на своите помощници да дават свидетелски показания публично и под клетва пред комисията.
Между 25 и 29 април 1973 г Труд публикува обобщението на събитията от Пиер Селинджър бивш прессекретар на Белия дом при президентите Джон Кенеди и Линдън Джонсън публикувани за първи път във френския седмичник Експрес. В своето описание на събитията, рубриката на Селиджър става първия източник за българския народ на информация за събитията и обстоятелствата на случая Уотъргейт. БТА продължава да следи случая и публикува статии в Труд отнасящи се до участието на ЦРУ и назначаването на независим прокурор (8 май 1973 г.), признанията направени от Джон Дийн пред Сената (29 юни 1973 г.), както и решението на президента да подаде оставка (8-9 август 1974 г.) При оставката на Никсън Труд отделя рубрика на първа страница от 10 август 1974 г.

## Опит за прикриване
Непосредствено след ареста и първите обвинения, Джон Мичъл прецедател на КРИЙП и Рон Зиглър прессекретар на Белия дом публично отричат всякаква връзка между своите институции и неуспешния опит на водопроводчиците в комплекса Уотъргейт; въпреки това членова на щаба на президента, в това число Мичъл и специалния юридически съветник на президента, Джон Дийн, както и специален съветник Джеб Магрудър още на 19 юни 1972 г., два дена след взлома, коориднират кампания по унищожаване на документи, които свързват Е. Хауърд Хънт, Д. Гордън Лиди и Белия дом със случая Уотъргейт. До дни Никсън се завръща от ваканция във Флорида и е осведомен от своя началник щаб Боб Холдъман за събитията, първи документиран момент, в който Никсън получава сведения за връзка на служители в Белия дом с влома в Уотъргейт. 
До няколко дни съветник Джон Дийн и Джон Мичъл, прецедател на предизборната комисия на Никсън съветват президента да използва поста си за да притисне действащия директор на ФБР Л. Патрик Грей за да прекрати разследването на случая Уотъргейт, като по техни думи е "тайна акция на ЦРУ", чието разкриване би представлявало заплаха за националната сигурност. Вашингтон е федерален окръг и разследването е под юрисдикцията на ФБР. Л. Патрик Грей, посочен от Никсън като бъдещ глава на ФБР има достъп и възможност да изнася документи от разследването на ФБР върху случая и да ги преда лично на съветника на Никсън в Белия дом Джон Дийн. 
На среща в Овалния кабинет на 15 септември 1972 г. се събрали Ричард Никсън, началник на щаба Боб Холъман и специален съветник Джон Дийн, на която става ясна личната воля на президента да ги насърчи да „сдържат“ въпроса. На други срещи Никсън, Холдъман и специален съвеник на президента ои вътрешните въпроси Джон Ерлихман обсъждат сумите, които трябва да се платят, за да подтикнат арестуваните водопроводчици да замълчат, както и възможността да им обещаят президентско помилване след присъдата им.

### Отвличането на Марта Мичъл
Още з началото на предизборната кампания от 1972 г. Марта Мичъл, съпруга на председателя на КРИЙП Джон Мичъл, говори пред свои приятели журналисти за "мръсни трикове", които президентът кара мъжа ѝ да прави. През юни 1972 г. сем. Мичъл се намират в Калифорния, където събират дарения за кампанията. След разкриването на взлома в Уотъргейт Джон Мичъл се завръща във Вашинтон, като оставя жена си на охраната на агента от ФБР Стив Кинг, чиято работа е да се погрижи тя да не научи за взлома и да не се свърже с медиите.
Въпреки това, Мата Мичъл вижда в Лос Анджелис Таймс снимки на обирджиите и разпознава Джеймс Макорд, началник на охраната на КРИЙП и нейн личен бодигард между арестуваните. На 22 юни Матрта Мичъл се свързва с Хелън Томас, репортер за Юнайтед Прес Интърнешънъл, и съобщава на Томас своите открития и своето решение да остави мъжа си докато той не напусне КРИЙП. Разговорът е прекратен ряжзко, когато някой дърпа слушалката от Мичъл и затваря телефона.
Репортажът на Томас предизвиква интерес у медиите. Кабинета на Никсън твърди, че Мичъл има проблем с пиенето и се въстанявява в диспансер в Кънетикът. Няколко дни по-късно Мичъл е намерена насинена в кънтри клуб "Уесчестър" в Рай, Ню Йорк; Мичъл твърди, че е отвлечена и държана на сила. Първоначално интервютата, които Марта Мичъл дава опитват да оневинят съпруга ѝ, когото тя смята за "подставен човек", набелязан да поеме вината, обвинява членове на президентството в незаконни дейности; думите ѝ се приписват от членове на правителството на психично заболяване В последствие Джон Мисъл се изнася с дъщеря си през септември 1973 г. 
През 1975 г. Джеймс Макорд потвърждава отвличането на Марта Мичъл. Той допълнително твърди също така, че Холдъман, както и други съветници на Никсън, са „ревнували“ нейната популярност в медиите и са търсили начини да я злепоставят. По-късно Никсън казва на интервюиращия Дейвид Фрост през 1977 г., че Марта е била разсейващ фактор за Джон Мичъл и „Ако не беше Марта Мичъл, нямаше да има Уотъргейт“. Психиатрите по-късно дават името на този тип политически мотивирана лъжовна психиатрична диагноза „ефект на Марта Мичъл“.

## Федерално разследване и Комисия
Въпреки че взломът е извършен от бивши служители на Белия дом, аферата първоначално не привлича много внимание. На 20 юни 1972 г. председателят на Демократичния национален комитет Лари О'Брайън съобщава на пресконференция, че срещу КРИЙП се предприемат съдебни действия за влизане с взлом и нарушаване на гражданските права. Той твърди, че взломниците имат връзки с висши служители на Белия дом. През февруари 1973 г. Сенатът на САЩ сформира комисия за разследване на случая под председателството на сенатор Сам Ървин от Северна Каролина. Министерство на правосъдието назначава за специален прокурор по делото преподавателя по право от Харвардския университет проф. Арчибалд Кокс, бивш главен прокурор в правителството на Кенеди. Комисията е натоварена да разследва случая Уотъргейт и да разпита всички, които могат да имат някакви знания или лично свидетелство за взлома.
Вземат се пред вид показанията на Джеймс Макорд, един от арестуваните, който дава имена на служители от Белия дом. Председателят на КРИЙП Джон Мичъл и Джеб Магрюдър са разпитвани от следователи, както Д. Гордън Лиди и Е. Хауърд Хънт са посочени като физическите извършители на взлома в Уотъргейт и обира срещу Даниъл Елсбърг. През септември 1972 г. Д. Гордън Лиди и Е. Хауърд Хънт са подведени под отговорност в граждански съд и осъдени за влизане със взлом, заговор и подслушване. Техните признания довеждат до обвинения срещу други служители от кръга на Никсън. Други разкрития показват, че Джон Мичъл като министър на правосъдието е ръководил кампания за фалшифициране на документи и разпространяване на невярна информация срещу Демократическата партия. 
Комисията към Сената разкрива също така, че членове на кабинета на Никсън (министъра на правосъдието Джон Мичъл и министъра на търговията Морис Станс) приемат дарение към кампанията за преизбиртане на Никсън от финансиста с връзки в организираната престъпност Джон Вескоу на стойност $200 000 като подкуп за да бъдат прекратени федерално разследванията срещу Вескоу по обвинения в кражба от взаимни фондове. На вниманието на Комисията е представен меморандум, списък със стотици имена, журналисти, политици, общественици, врагове на президента, който да бъдат дискредитирани и отстранени. Сочи се към тайни аудиозаписи, в които Никсън заповядва на ФБР да прекрати разследването на случая Уотъргейт. Никсън е обвинен в точене на $10 000 000 правителствени пари за ремонти на личните си резиденции; посочват се също тайни военни операции в Югоизстона Азия, в които Никсън без знанието или съгласието на законодателната власт е заповядал бомбардировки над Камбоджа в периода 1969-1970 г. Разкритието става повод комисията да изиска от президента достъп до записите като материални доказателства.
На 3 юни 1973 г. „Вашингтон пост“ съобщава, че вече бившият юридически сътрудник на президента Джон Дийн възнамерява да даде показания под клетва пред сенатската комисия. Действително, на следващите дни Дийн казва пред камерите при изслушванията на Уотъргейт, че са се провели няколко срещи между Никсън и сътрудниците му Боб Холдъман и Джон Ерлихман, за да се справят със задушаването на аферата Уотъргейт. Освен това Дийн твърди, че президентът е искал от него да подпише писмо за оставка, в което би признал отговорността си за тези действия.Става публично и обещанието, което президента Никсън прави на водопроводчиците да бъдат помилвани в края на делото.
На 27 юни 1973 г., пред Комисията на Сената за разследване на Уотъргейт, Джон Дийн се признава за виновен и обвинява себе си, както и Джон Мичъл, Боб Холдъман и Джон Ерлихман. Така той е първата официална фигура, която публично осъжда президента Никсън. В допълнение към членовете на администрацията на Никсън (Мичъл, Хoлдъман, Ерлихман, Колсън), Ървин директно разпитва президента. Поредица от разкрития, свързани със случаи на възпрепятстване на правосъдието и злоупотреба с власт, водят до обвинения. Американската общественост става все по-заинтересована от въпроса с телевизионното излъчване на изслушванията в Сената по Уотъргейт.

## Импийчмънт

### Записи от Белия дом
Когато нa 13 юни 1973 г. съществуването на система за подслушване в Белия дом се оповестява публично в показанията пред Комисията на Сената, между Никсън и разследващите започва спор около предаването на лентите на записите. Участието на президента става все по-ясно. През април съдебната комисия дава условие на президента и заплашва да го обвини в неуважение към Конгреса, ако не предостави магнитните ленти, които са поискани от него. Тогава Никсън се опитва да предаде само писмени преписи от 42 записа на разговори от Белия дом. Определени пасажи липсват или са цензурирани, уж защото не са свързани със случая или защото биха били нечути. Този селективен запис, обвързан с книга от 1 254 страници, с която президентът обещава да хвърли светлина върху цялата афера, е пуснат на 30 април. 
След като проучва материалите в края на юли Върхобния съд взема решение по делото "Съединените щати срещу Ричард Никсън" с което задължава президента да предаде всички физически записи на специалния прокурор. Юридическата комисия към Конгреса препоръчва Никсън да бъде подложен на дело за импийчмънт по три обвинения: възпрепятстване на правосъдието, злоупотреба с властта на президентския пост в ущърб на граждански права и опит да бъде възпрепятстван процеса на Конгреса, като отказва да предаде записите от Белия дом. Тези обвинения и показанията предоставени са считани от някои изследователи за повече от достатъчно основание за отстраняването на президента от пост.

### Клане в събота вечер
Назначаването на специален прокурор проф. Арчибалд Кокс  се извършва от министъра на правосъдието, Елиът Ричардсън през май 1973 г. след като е сезиран от Комирия на Сената по делото Уотъргейт. Постът "специален прокурор" се създава в Министерство на правосъдието като кариертно назначение, т.е. единствените причини за премахване на специален прокурор трябва да бъдат основателни, като престъпна небрежност или професионална злоупотреба. 
Когато Кокс иска от президента да предаде физическите записи на разговорите от Белия дом, Нискън отказва, като се позовава на това, което нарича свои "изпълнителни привилегии". Въпреки отказа на президента и обжалването на което призовката на Кокс е подложена, на 12 октомври 1973 г. апелативния съд отхвърля пледираните от Никсън "изпълнителни привилегии" и специалният прокурор Арчибалд Кокс успява да издейства съдебно решение, с което получава достъп до всички записи водени в Овалния кабинет. В петък, 18 октомври 1973 г. Никсън предава на Сената компромис, позволява на сен. Джон Станис да прослуша записите и да ги обобщи за Комисипта; Кокс отказва да приеме компромиса и настоява да проължи със натиска върху президента идната седмица.  
На следващия ден, събота, 19 октомври 1973 г. Никсън заповядва на министъра на правосъдието Елиът Ричардсън да уволни специалния прокурор Кокс. Ричардсън отказва и в знак на протест подава оставка. Когато Никсън отправя същото искане към неговия заместник Уилям Ръкълсхаус, той също отказва да уволни специалния прокурор Кокс, като резултат самият Ръкълсхаус е уволнен. Когато Никсън иска уволнението на Кокс от следваща инстанция, главния прокурор Робърт Борк, Кокс е отстранен. Въпреки това новият специален прокурор, който Никсън сам назначава Леон Яуорски продължава работата на Кокс.

### 18 ½ минути и "Димящият пистолет"
Част от записите вече предадени от Никсън са повредени или липсващи. Според секретарката на Никсън Роуз Мери Уудс, на 29 септември 1973 г. преглеждала лента със записите от 20 юни 1972 г.(датата, когато Никсън е информиран за арестите в Уотъргейт), когато допуснала „ужасна грешка“ по време на прехвърлянето. Докато възпроизвеждала касетата, по-късно обозначен като Доказателство 60, тя отговорила на телефонно обаждане. Посягайки към бутона за спиране, тя погрешно натиснала бутона до него – бутона за запис. По време на телефонния разговор, около пет минути, тя държала крака си върху педала на устройството, което довело до презаписване на петминутна част от касетата. Когато прослушала касетата, разликата се увеличила до 18 ½ минути. По-късно тя настоява, че не е носи отговност за останалите 13 минути бръмчене.
След отказа на президента пред Върховния съд е представено делото "Съединените щати срещу Ричард Никсън". На 24 юли 1974 г. Върховния съд гласува 8-0 да нареди на Ричард Никсън да предаде физическите записи от разговорите си в Белия дом. Принуден от съда да предаде наличните записи, Никсън ги предоставя на 5 август 1974 г. В запис от юни 1972, (станал известен като "димящият пистолет") пет дни след нахлуването в комплекс Уотъргейт, Никсън и неговия началник Щаб Холдъман обсждат първите стъпки по посока покриването на случая. Холдъман информира Никсън за връзката между обира и КРИЙП, както и за хартиената следа оставена по банков път, след като чек за $25 000 дарение за предизборната кампания на президента е даден като заплащане на Бърнард Баркър един от обирджиите. В записа Холдъман и Никсън обсъждат как да принудят действащият директор на ФБР Л. Патрик Грей да прекрати разследването на ФБР на взлома.
След като преписът от „Димящият пистолет“ е публикуван, политическата подкрепа за Никсън напрактика изчезна. Десетте републиканци в Комисията по правосъдие на Камарата на представителите, които бяха гласували против импийчмънт в комисията, заявяват, че сега ще гласуват за импийчмънт, след като въпросът стигне до Камарата на представителите. Като мярка за това колко бързо се е изгубена подкрепата за Никсън в Конгреса, сенаторите Бари Голдуотър и Хю Скот изчисляват, че не повече от 15 сенатори са склонни дори да обмислят оправдателна присъда; Никсън би бил отстранен от длъжност, ако по-малко от 34 сенатори бяха гласували за невинен. Никсън е изправен пред сигурен импийчмънт в Камарата на представителите и също толкова сигурна осъдителна присъда и отстраняване в Сената.

## Оставка и последствия
Вицепрезидентът избран заедно с Никсън Спиро Агню е замесен скандал, след публични разкрития за подкупи, които е получавал като губетрнатор на Мичиган, както и укриване на доходи. Агню се сключва сделка с министерство на правосъдието и се признава за виновен в по-малкото престъпление, укриване на данъци, след което подава оставка на 9 октомври 1973 г. Неговият наследник Джералд Форд, популярен конгресмен от Мичиган става първият вицепрезидент назначен по силата на двадесет и петата поправка на Констуитуцията приета през 1967 г. Когато Конгресът започва процедурата по импийчмънт на държавния глава, Никсън решава да подаде оставка. На 8 август 1974 г. в предварително записано обръщение предавано в национален ефир, Ричард Никсън оповестява своето решение да подаде оставка от поста президент на САЩ ефентивно от обяд на следващия ден. Форд полага клетва като президент на САЩ по обяд на 9 август, единственият президент на САЩ, който никога не е избиран. През септември същата година е обявено изпълнително решение на президента Форд да даде пълна амнистия на Никсън.
Като резултат от дълготрайните разследвания, които доказват чрез признания, записи и анонимни разкрития нива на корупция и злуопотреба, за които американският народ не е и подозирал, доверието на народа към институциите е оронено. Въпреки премахването на Никсън от власт и арестите на 69 души, което показва някаква отговорност пред закона, аферата, както и последвалото помилването на Никсън от наследника му служат да убедят обществото, че системата е повредена на индивидуално и институционно ниво. Следващите двама президенти, Джералд Форд и Джими Картър не успяват да спечелят втори мандат.  

## В киното
- Цялото президентско войнство (All the President's Men) - 1976, реж. Алън Пакула по едноимената книга на Удуърд и Бърнстийн
- Последните дни (The Final Days) - 1989, реж. Ричард Пиърс
- Форест Гъмп (Forest Gump) - 1994, реж. Робърт Земекис
- Никсън (Nixon) - 1995, реж. Оливър Стоун
- Дик (Dick) - 1999, реж. Андрю Флеминг
- Фрост/Никсън (Frost/Nixon) - 2008, реж. Рон Хауърд
- Марк Фелт: Човекът, който свали Белия дом (Mark Felt: The Man Who Brought Down The White House) - 2017, реж. Питър Ландсман
- Вестник на властта (The Post) - 2017, реж. Стивън Спилбърг

сериали
- Уотъргейт (Watergate) - 2018, реж. Чарлз Фъргюсън
- Гаслит (Gaslit) - 2022, реж. Мат Рос, през погледа на Марта Мичъл
- Водопроводчиците от Белия дом (The White House Plumbers) - 2023, реж. Дейвид Мандел

 документални 
- Истотрията на Уотъргейт (The Watergate Story) - 2003
- Уотъргейт: планът на един скандал (Watergate: The Blueprint of a Scandal) - 2021, реж. Домини Хорман
- Ефектът Марта Мичъл (The Martha Mitchell Effect) - 2022, реж.
- и други [41]

## Хронология
- 5 ноември 1968 — първа президентска победа на Ричард Никсън;
- 5 юни 1970 — Том Хюстън предлага своя план за подслушване на политически опоненти;
- 13 юни 1971 — публикация на Разкритията на Пентагона в Ню Йорк Таймс с помощта на Даниел Елсбърг;
- 3-4 септември 1971 — Е. Хауърд Хънт и Д. Гордън Лиди огранизират и извършват взлом в кабинета на терапевта на Елсбърг;
- 2 май 1972 — умира директора на ФБР Едгър Хувър;
- 27 май 1972 — водопроводчиците разбиват успешно за първи път щаба на Демкоратическата партия в комплекс Уотъргейт за първи път;

- 17 юни — взлом и арест на петима в сградата на комплекс Уотъргейт;
- 19 юни  — Вашингтон Поуст разкрива връзките на един от крадците, Джеймс Макорд, с Комитета за преизбиране на президента (CRP). Джон Мичъл, председател на комитета, отрича всякакво участие;
- 20 юни — Нискън е информиран за неуспешния взлом в Уотъргейт ;
- 22 юни — Никсън прави първото си публично обръщение към народа във връзка със случая
- 23 юни — Президентът и началникът на кабинета на Белия дом Боб Холдъман планират да включат ЦРУ в намесата в разследването на ФБР за обира в Уотъргейт. Записът, съдържащ този разговор, съдържа 18 ½ -минутна пауза;
- 10-13 юли — Националния комитет на Демократическата партия в Маями, Джордж Макговърн е номинираният кандидат за президент;
- 15 септември — Хънт, Лиди и петимата крадци от Уотъргейт са обвинени;
- 10 октомври — доклад на ФБР потвърждава, че опитът за взлом е бил част от по-голяма операция за саботаж и политически шпионаж във връзка с преизбирането на Никсън;
- 7 ноември — Никсън е преизбран с над 60% от обществения глас и мнозинството от щатиските електори;

- 8-30 януари — съдебно дело срещу разбивачите от Уотъргейт;
- 7 февруари — Сенатът създава комисия за разследване на случая Уотъргейт;
- 19 март — Джеймс Макорд пише писмо до съдия Джон Сирика в което посочва имената на Джон Мичъл и Чарлз Колсън;
- 21 март — решаваща среща между Дийн и Никсън. Темата е начините за осигуряване на трайно мълчание на крадците и на замесените в прикриването. В същия ден адвокатът на Хауърд Хънт получава 75 000 долара;
- 30 април — президентът обявява оставката на Халдъман, Ерлихман и главния прокурор Ричард Клайндинст, а Дийн е отстранен от длъжност;
- 17 май — започва телевизионното предаване на разследванията на Комисията;
- 25-29 юни — Дийн дава показания пред сенатската комисия и обвинява президента в участие в прикриването;
- 13 юли — Александър Бътърфийлд разкрива пред Комисията на Сената съществуването на система за подслушване в Белия дом;
- 23 юли — специален прикурор Кокс издава призовка за предоставяне на записи на девет записани разговора;
- 25 юли — Президентът Никсън отказва да предаде записите, позовавайки се на привилегии на изпълнителната власт;
- 29 август — Съдия Сирика постановява, че президентът трябва да предаде записите, получени чрез призовка. Белият дом обявява, че ще обжалва;
- 9 октомври— Спиро Агню подава оставка като вицепрезидент;
- 12 октомври — Апелативният съд на САЩ потвърждава решението на съдия Сирика относно записите. В същия ден президентът номинира Джералд Л. Форд за вицепрезидент;
- 19 октомври — „Клането в събота вечер“. Кокс е отстранен от длъжност. Главният прокурор Ричардсън и помощник-главният прокурор Уилям Ръкелсхаус отказват да отстранят Кокс и подават оставка;
- 1 ноември — Леон Яуорски е номиниран за нов специален прокурор който да замести Кокс;
- 21 ноември — адвокати от Белия дом разкриват 18-минутната „дупка“ в записа от 20 юни 1972 г. на съдия Сирика. Съдията незабавно оповестява тази информация публично;
- 6 декември 1973 — Джералд Форд става новия вицепрезидент на САЩ;

- 1 март — съдебно жури по делото за прикриване на престъпления обвинява Холдъман, Ерлихман, Мичъл, Робърт Мадиран, Чарлз Колсън, Гордън Страчан и Кенет У. Паркинсън. Ричард Никсън е посочен като необвинен заговорник, но тази информация се пази в тайна;
- 11 април — комисията призовава президента да предаде 42 записа;
- 18 април — специален прикурор Яуорски призовава президента да предаде 64 записа;
- 25 април — в телевизионно обръщение президентът обявява, че ще представи на Комисията по правосъдие „редактирани“ преписи от разговорите, които са предмет на призовките, и че ще ги направи публично достояние;
- 27 април — Конгресът отваря разследване за импийчмънт срещу президента Никсън;
- 29 април — Никсън прави обръщение относно предаването на записите от Белия дом;
- 30 април — адвокат Сен Клер обявява, че президентът отказва да предаде магнитните ленти и документите, поискани от извънредния прокурор;
- 9 май — комисията по правосъдие на Камарата на представителите започва изслушванията си за импийчмънт на президента Никсън;
- 20 май — съдия Сирика отхвърля искането на Белия дом за отмяна на призовката на специалния прокурор;
- 24 май — Яуорски моли Върховния съд на САЩ да се произнесе по призовката му за предоставяне на 64-те записа;
- 24 юли — Върховният съд постановява с 8 гласа „за“ и 0 „против“, че президентът трябва да предаде 64-те магнитни ленти, поискани от извънредния прокурор;
- 27-29 юли — Комисията по правосъдие на Камарата на представителите приема трите обвинения за импийчмънт на президента;
- 5 август — Белия дом публикува преписи от три разговора от 23 юни 1972 г;
- 8 август — в последното си обрънение Никсън съобщава своето решение да подаде оставка;
- 9 август — Джералд Форд става 38ия президент на САЩ;
- 8 септелври — президентът Форд предоставя амнистия на Ричард Никсън за разследването на аферата „Уотъргейт“ и отказа да предаде записите;

## Обяснителни бележки
1. ↑  Четиримата кандидати през 1968 г. са сен. Хюбърт Хъмфри от Минесота и вицепрезидент на Джонсън; сен. Робърт Кенеди от Масачузетс, бивш главен прокурор на САЩ и брат на покойния президент Джон Кенеди; конгресмен Юджийн Маккарти от Минесота и губернатор Джорд Уолъс от Алабама. Робърт Кенеди, фаворит на партията е убит през юни 1968 г. Хъмфри е приет за кандидат на партията в Чикаго през август 1968 г. на фона на антивоенни протести и процеси срещу Седмината от Чикаго. По време на изборите Хъмфри е победен с малка разлика, като Джордж Уолис който излиза като трети кандидат, му отнема подкрепата на два южни щата. Въпреки успеха на Никсън през 1968, законодателният клон е доминиран от партията на демократите, както в Конгреса, така и в Сената.[1]
2. ↑  На български наричан понякога и Доклад на Пентагона
3. ↑  Кодовото име се е зародло като закачка, след като бабата на един от агентите, административния секретар на Кисинджър Дейвид Янг, чула че внукът ѝ ще оправя течове в Белия дом [9]
4. ↑  Може да бъде разбрано по два начина: като глагол (пълзя, промъквам се) или като съществително нарицателно (неприятен, дразнещ или плашещ човек)
5. ↑  Прякорът се появява първо като шеговито име използвано само от редакционната колегия на Вашингтон Поуст; то е препратка към порнографския филм със същото име, излязал на екран седмицата преди взлома [21]
6. ↑  Лиди е единственият от обвинените и осъдени общо 69 души, който не признава вина и не дава показания.[18]
7. ↑  Никсън инсталира записващите устройства, тъй като се безпокои за начина, по който бъдещи историци биха оценили неговите решения спрямо конфликта във  Виетнам; автоматизираните устрийства са поставени от председателя на президетнския щаб Боб Холдъман някакво време след началото на първия мандат на Никсън. [4]
8. ↑  За сега съдът и Комисията вярват, че записите могат да послужат като доказателства в делата на обвинените членове на кабинета на Никсън.